# 冕洞
冕洞是太陽的日冕中因為能量和氣體比平均密度低，而使溫度較低所形成的黑暗區域。冕洞是太陽日冕中的一部分，並且由於日冕的不均勻而不斷的變化和重塑。太陽包含的磁場拱弧會遠離因為能量和氣體稀薄的日冕區域，當它不再落回時就會出現冕洞。因此，太陽粒子從該地區以較高的速度逃逸，而創造出氣體和能量密度較低的低溫區域。

## 最早的發現
在1960年代，雪梨的在1960年代，雪梨的克里斯卡羅斯電波望遠鏡（Chris Cross radio telescope）拍攝了太陽的X射線影像，但不清楚這是甚麼。一些研究指出冕洞最早是在1970年代初期發現的，這指的是飛行在地球大氣層之上的天空實驗室使用X射線望遠鏡揭露日冕結構時的發現。

## 太陽週期
冕洞的大小和數量與太陽週期相對應。當太陽週期趨向極大值時，冕洞會越來越接近太陽的兩極。在太陽極大值時，冕洞的數量減少，直到太陽的磁場反轉。之後，新的冕洞出現在新的集點附近。然後冕洞的大小和數量都會增加，而當太陽趨向極小時，冕洞會拉開到離兩極較遠的地區  。太陽的南極和北極上有永久性的冕洞。

冕洞磁力線的圖像，顯示當磁力線不落回太陽的情況，會造成從太陽逃逸的太陽風。

## 冕洞和太陽風
冕洞通常以太陽風平均速度的兩倍速度釋放帶電粒子。據悉，逃逸的太陽風沿著穿過冕洞的開放磁力線傳播。由於冕洞是太陽日冕中密度和溫度比大多數日冕要低得多的區域，因此這些區域非常稀薄。這種稀薄導致色球中的粒子更容易穿透，而成為太陽風。

## 對太空天氣的影響
在太陽極小期，冕洞是太空天氣擾動的主要來源。通常情況下，來自冕洞的地磁（和質子）風暴是逐漸開始（會超過好幾小時），不會像日冕物質拋射引起的風暴那麼嚴重，而且是突然的發作。由於冕洞會持續好幾個月，因此通常可以比日冕物質拋射提早許多預測到這種類型的擾動。

## 進階讀物
1. Gombosi, Tamas. . New York: Cambridge University Press. 1998. ISBN 0-521-59264-X.
2. Jiang, Yunchun; Chen, Huadong; Shen, Yuandeng; Yang, Liheng; Li, Kejun. . Solar Physics. 2007-01, 240 (1): 77–87. ISSN 0038-0938. doi:10.1007/s11207-006-0257-4 （英语）.